# 聖荷西鯊魚
聖荷西鯊魚（San Jose Sharks）是一支位於美國北加州聖荷西的國家冰上曲棍球聯盟隊伍，隸屬於西部聯會太平洋分區。
1991年，聖荷西鯊魚成立，是繼奧克蘭海獅後另一支坐落在舊金山灣區的隊伍。在2005-2006賽季，球隊交易來球星乔·桑顿。他和Jonathan Cheechoo分別奪得最有價值球員獎和最多進球球員獎。
聖荷西鯊魚於2015-16年NHL球季西部聯會季後賽冠軍賽中，以4勝2敗擊敗聖路易斯藍調贏得克萊倫斯·坎貝爾盃，為創隊以來首次贏得聯會冠軍，順利晉級史丹利盃決賽，但最後被匹茲堡企鵝以2勝4敗擊敗，未能贏得史丹利盃冠軍。

## 歷史

### Todd McLellan時期（2008年至2015年）
2008年6月11日，聖荷西鯊魚宣佈聘請前底特律紅翼助理教練Todd McLellan為2008-2009年球季的總教練。
2009年3月4日，聖荷西鯊魚以Nick Bonino、蒂莫·皮尔迈尔、和2011年第四輪的有條件選秀權，換來了Travis Moen和Kent Huskins。
鯊魚隊以破球隊紀錄的53勝與117分積分，贏得了總統盃冠軍。雖然鯊魚隊在球季賽事取得了優秀成績，但他們仍被安那翰鴨在六場季後賽事內，以2勝4敗於第一輪被淘汰出局。

### Peter DeBoer 時期 (2015年至今)：首度進入史丹利盃決賽
在2018-19年NHL球季季後賽第一輪對維加斯黃金騎士的系列賽中，鯊魚隊在決勝戰第七場一路掛零，到第三節近半時已以3:0落後，這時在黃金騎士因造成鯊魚隊長Joe Pavelski頭部受傷流血，而被判五分鐘重大犯規後，鯊魚隊在之後的四分鐘一秒裡連續射進球門四次取得領先，但黃金騎士在正規時間結束前47秒板平進入延長節，雙方持續有攻勢但不是中途被攔截就是被守門員擋下，一直到延長節結束前一分41秒，鯊魚右翼Barclay Goodrow帶球滑近球門在假動作超過守門員後反手射進球門，結束比賽，鯊魚以4:5擊敗黃金騎士。鯊魚隊在這系列賽一度以一勝三敗落後，連三勝驚險的挺進第二輪季後賽。
鯊魚在第二輪賽事對上科羅拉多雪崩，在七場比賽裡以四勝三敗驚險擊敗雪崩晉級西部聯會冠軍系列賽，兩隊實力相近，七場比賽裡有五場是以一分差距分出勝負。